# 水杨酸苯酯
水杨酸苯酯（英語： 或 salol）是一种有机化合物，分子式C13H10O3，可看作水杨酸与苯酚形成的酯，常温常压下为白色固体，有时用于防晒霜和防腐剂。